# Terpenye
Terpenye (horvátul Trpinja, szerbül Трпиња) túlnyomóan szerbek lakta falu és község (járás) Horvátországban, Vukovár-Szerém megyében, közel a szerb határhoz.

## A község (járás) települései
Terpenye mellett még Bobota, Borsod (Bršadin), Ćelije, Ludvince (Ludvinci), Pacsinta (Pačetin) és Vera tartozik hozzá.

## Fekvése
Vukovártól 10 km-re északnyugatra, a Nyugat-Szerémségben, a Szlavóniai-síkság keleti szélén, az Eszék-Vukovár főút mentén fekszik.

## Történet
A középkori Terpenye említése a boszniai káptalan 1329. szeptember 18-án kelt oklevelében „Terpune” alakban személynév részeként történik először, melyben a boszniai káptalan előtt Terpenyei Milota fia Beriszló és Palagári Tamás fiai egymás közt kibékülnek és birtokviszonyaikat rendezik. A települést 1339-ben „Terpena”, 1377-ben „Terpenye”, 1417-ben „Terpine”, 1435-ben „Naghterpenye” néven említik a korabeli források. Részben a ma Ant határában található Hermánvárhoz tartozott, részben köznemesi birtok volt. A település 1526-ban Valkóvár eleste után került török kézre és több mint 150 évi török uralom után 1687-ben szabadult fel.
Ezután kamarai birtok, majd a vukovári uradalom része lett. Rövid ideig a Kuffstein, majd 1736-tól az Eltz család volt a birtokosa. Egy 1732-es népszámlálás szerint a faluban 109 szerb család élt. Az ortodox templom 1750–1755 között épült. Az első iskola 1776-ban nyitotta meg kapuit. Nagy Lajos 1829-ben kiadott művében „Terpinya” néven 217 házzal, 33 katolikus és 1551 ortodox vallású lakossal találjuk. 1882-ben a falu lakossága 1800 fő volt, túlnyomó részük ortodox, 2-3 család pedig római katolikus vallású volt. A településnek 1857-ben 1561, 1910-ben 2190 lakosa volt. Szerém vármegye Vukovári járásához tartozott. Az 1910-es népszámlálás adatai szerint lakosságának 93%-a szerb, 2%-a német, 1%-a horvát anyanyelvű volt. Az első világháború után az új délszláv államhoz került. A második világháború alatt a Független Horvát Államhoz tartozott. A falu lakói részt vettek az antifasiszta ellenállásban. Az 1991–95-ös horvátországi háborúban a Krajinai Szerb Köztársaság részeként komoly harcok dúltak itt.

## Népessége
| Lakosság változása | Lakosság változása | Lakosság változása | Lakosság változása | Lakosság változása | Lakosság változása | Lakosság változása | Lakosság változása | Lakosság változása | Lakosság változása | Lakosság változása | Lakosság változása | Lakosság változása | Lakosság változása | Lakosság változása | Lakosság változása |
| ------------------ | ------------------ | ------------------ | ------------------ | ------------------ | ------------------ | ------------------ | ------------------ | ------------------ | ------------------ | ------------------ | ------------------ | ------------------ | ------------------ | ------------------ | ------------------ |
| 1857               | 1869               | 1880               | 1890               | 1900               | 1910               | 1921               | 1931               | 1948               | 1953               | 1961               | 1971               | 1981               | 1991               | 2001               | 2011               |
| 1.561              | 1.799              | 1.715              | 1.929              | 1.975              | 2.190              | 2.092              | 2.169              | 1.872              | 1.858              | 1.959              | 2.198              | 2.243              | 2.171              | 1.837              | 1.516              |

A község (járás) népessége 5680 fő, ebből 89,29% szerb, 7,5% horvát, 0,7% magyar nemzetiségű.

## Gazdaság
A településen hagyományosan a mezőgazdaság és az állattartás képezi a megélhetés alapját.

## Nevezetességei

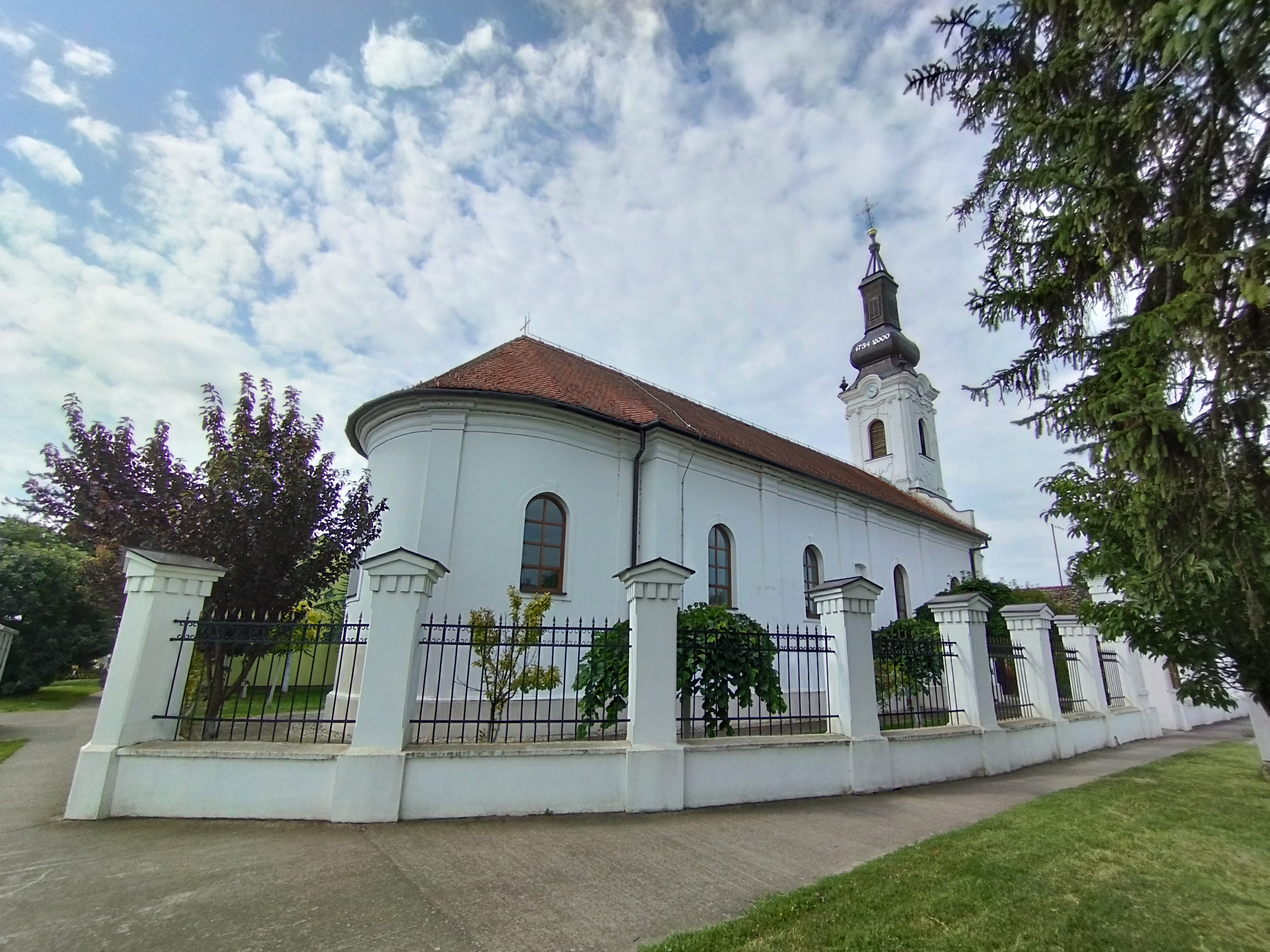
A szerb ortodox templom

Urunk mennybemenetele tiszteletére szentelt szerb ortodox temploma 1750 és 1755 között épült késő barokk stílusban. Egyhajós épület félköríves apszissal, a főhomlokzatból rizalitosan kiemelkedő harangtoronnyal. A főhomlokzatot pilaszterek tagolják három részre. A torony földszintjén nyitott csarnok található félköríves nyílásokkal. A főhomlokzatot hullámos attika díszíti. A tornyot barokk, laternás toronysisak fedi. Az oldalhomlokzatokat pilaszterek tagolják. Az északi homlokzaton architráv zárja a templom bejáratát. Az apszison három félköríves ablaknyílás található. A belső teret tagolt, baldachinos boltozattal fedték be, míg a szentélyt félkupola borítja. A templom ikonosztáza magasított, öt részre van tagolva. Összesen 35 ikont tartalmaz, melyek többségben a 18. század második felében készültek, valószínűleg Grigorije Jezdimirović ikonfestő mester munkái. A templom leltára 30, Moszkvában és Bécsben nyomtatott egyházi könyvet is tartalmaz.

## Kultúra
A KUD „Mladost” Trpinja kulturális és művészeti egyesületet 1995-ben alapították. Célja a helyi hagyományok őrzése és bemutatása. Az egyesület folklór, énekkari, tambura és színjátszó csoportokkal működik.

## Oktatás
A település első iskoláját 1776-ban alapították, amikor egy Ilija nevű pap szervezett itt iskolát. Az első iskolaépületet 1784-ben a terpenyei emberek építették. Az akkori iskolába járó gyermekek számáról nincs adat. A második világháborúig az átlagos tanulói létszám 200–250 fő volt. Ez a szám az utóbbi évtizedekben előbb 170 körülire csökkent, de mára az iskola nyolc osztályában már csak mintegy 100 tanuló jár.  Az iskola minden évben kiad egy „Naš list” elnevezésű iskolai folyóiratot, amelyet 1999/2000-es tanév alatt indítottak. Az újság szerkesztésében az iskola minden tanulója és tanára aktívan vesz részt.

## Sport
- Az NK Sinđelic Trpinja labdarúgóklubot 1927-ben alapították. Jelenleg a megyei 2. ligában szerepel.
- ŠK Trpinja sakk-klub